# Liu Ya-ting
Pour les articles homonymes, voir Liu.
Dans ce nom chinois, le nom de famille, Liu, précède le nom personnel Ya-ting.
Liu Ya-ting (chinois traditionnel : 劉雅婷 ; pinyin : Liú Yǎtíng), née le 2 août 1991, est une athlète handisport taïwanaise spécialiste du lancer du javelot.

## Biographie
Liu Ya-ting est née le 2 août 1991.
Elle est sujette très jeune à une dégénérescence maculaire congénitale, détectée en quatrième année d'école primaire. Au lycée, alors qu'elle est approchée par un tuteur lui aussi malvoyant, ce dernier l'incite à développer son goût pour la pratique sportive. Bien qu'elle se prédestinait initialement vers la natation handisport, elle se tourne finalement vers l'athlétisme handisport en raison de son âge trop avancé pour commencer la natation, sur les conseils de ses entraîneurs,. Elle intègre par la suite un lycée de Taichung afin de parfaire ses compétences d'athlète, se spécialisant dans le lancer du javelot. Elle s'entraîne entre Taichung et les installations nationales du stade de Banqiao.
Elle participe à ses premiers Jeux para-asiatiques en 2010 à Jakarta, durant lesquels elle est médaillée de bronze de l'épreuve de 100 m. Elle prend ensuite part aux Jeux paralympiques en 2012 à Londres.
En 2013, elle est médaillée de bronze aux championnats du monde.
À l'occasion des Jeux para-asiatiques de 2018, elle est médaillée dans deux épreuves, en argent en lancer du javelot et de bronze en lancer du disque.
Dans le cadre des Jeux paralympiques, elle est désignée porte-drapeau de la délégation taïwanaise à plusieurs reprises, lors des cérémonies d'ouverture de 2020,, et de 2024,.
En 2023, elle remporte la médaille de bronze aux Jeux para-asiatiques,.

## Palmarès

### Championnats du monde
- Médaille de bronze aux championnats du monde de 2013 en lancer du javelot (classe F12/13)

### Jeux para-asiatiques
- Médaille d'argent aux Jeux asiatiques de 2018 en lancer du javelot (classe F12/13)
- Médaille de bronze aux Jeux asiatiques de 2018 en lancer du disque (classe F12)
- Médaille de bronze aux Jeux asiatiques de 2010 en 100 m (classe T13)
- Médaille de bronze aux Jeux asiatiques de 2022[note 2] en lancer du javelot (classe F12/13)